# Élections cantonales de 2004 en Seine-et-Marne
Les élections cantonales ont eu lieu les 21 et 28 mars 2004.
Lors de ces élections, 23 des 43 cantons de Seine-et-Marne ont été renouvelés. Elles ont vu la reconduction de la majorité socialiste dirigée par Vincent Éblé, succédant à Jacques Larché, président UMP du conseil général depuis 1992.

## Résultats à l’échelle du département
Répartition départementale des résultats (2e tour).
- PCF (2,65 %)
- PS (40,34 %)
- Verts (6,66 %)
- UMP (37,1 %)
- UDF (4,34 %)
- DVD (3,87 %)
- FN (5,04 %)

| Étiquette      | Étiquette                          | Premier tour | Premier tour | Second tour | Second tour | Sièges |
| Étiquette      | Étiquette                          | Voix         | %            | Voix        | %           | Sièges |
| -------------- | ---------------------------------- | ------------ | ------------ | ----------- | ----------- | ------ |
|                | Parti socialiste                   | 68 547       | 29,75        | 91 718      | 40,34       | 11     |
|                | Parti communiste français          | 15 417       | 6,69         | 6 029       | 2,65        | 1      |
|                | Extrême gauche                     | 10 501       | 4,56         |             |             |        |
|                | Les Verts                          | 9 818        | 4,26         | 15 140      | 6,66        | 2      |
|                | Divers gauche                      | 1 133        | 0,49         |             |             |        |
|                | Parti radical de gauche            | 770          | 0,33         |             |             |        |
| Gauche         | Gauche                             | 106 186      | 46,08        | 112 887     | 49,65       | 14     |
|                |                                    |              |              |             |             |        |
|                | Union pour un mouvement populaire  | 62 128       | 26,96        | 84 362      | 37,10       | 8      |
|                | Front national                     | 32 115       | 13,94        | 11 448      | 5,04        | 0      |
|                | Divers droite                      | 15 482       | 6,72         | 8 792       | 3,87        | 1      |
|                | Union pour la démocratie française | 12 877       | 5,59         | 9 879       | 4,34        | 0      |
|                | Extrême droite                     | 711          | 0,31         |             |             |        |
| Droite         | Droite                             | 123 313      | 53,52        | 114 481     | 50,35       | 9      |
|                |                                    |              |              |             |             |        |
|                | Divers                             | 924          | 0,40         |             |             |        |
|                |                                    |              |              |             |             |        |
| Inscrits       | Inscrits                           | 389 509      | 100,00       | 363 550     | 100,00      |        |
| Abstention     | Abstention                         | 149 765      | 38,45        | 124 617     | 34,28       |        |
| Votants        | Votants                            | 239 744      | 61,55        | 238 933     | 65,72       |        |
| Blancs et nuls | Blancs et nuls                     | 9 321        | 3,89         | 11 565      | 4,84        |        |
| Exprimés       | Exprimés                           | 230 423      | 96,11        | 227 368     | 95,16       |        |

## Résultats par canton

### Canton de Champs-sur-Marne
| Candidats      | Candidats            | Étiquette      | Premier tour | Premier tour | Second tour | Second tour |
| Candidats      | Candidats            | Étiquette      | Voix         | %            | Voix        | %           |
| -------------- | -------------------- | -------------- | ------------ | ------------ | ----------- | ----------- |
|                | Alain Kelyor         | UMP            | 3 218        | 34,18        | 4 072       | 40,31       |
|                | Maud Tallet*         | PCF            | 3 068        | 32,59        | 6 029       | 59,69       |
|                | Jean-Francis Dauriac | PS             | 2 692        | 28,59        | Retrait     | Retrait     |
|                | Gérard Delimard      | EXG            | 437          | 4,64         |             |             |
|                |                      |                |              |              |             |             |
| Inscrits       | Inscrits             | Inscrits       | 16 042       | 100,00       | 16 047      | 100,00      |
| Abstention     | Abstention           | Abstention     | 6 178        | 38,51        | 5 420       | 33,78       |
| Votants        | Votants              | Votants        | 9 864        | 61,49        | 10 627      | 66,22       |
| Blancs et nuls | Blancs et nuls       | Blancs et nuls | 449          | 4,55         | 526         | 4,95        |
| Exprimés       | Exprimés             | Exprimés       | 9 415        | 95,45        | 10 101      | 95,05       |

*sortant

### Canton du Châtelet-en-Brie
| Candidats      | Candidats              | Étiquette      | Premier tour | Premier tour | Second tour | Second tour |
| Candidats      | Candidats              | Étiquette      | Voix         | %            | Voix        | %           |
| -------------- | ---------------------- | -------------- | ------------ | ------------ | ----------- | ----------- |
|                | Jean Dey               | Verts          | 2 063        | 32,15        | 3 060       | 44,14       |
|                | Pierre-François Prioux | UDF            | 1 658        | 25,84        | 2 851       | 41,12       |
|                | Jean-Marie Lemarchand  | FN             | 1 138        | 17,74        | 1 022       | 14,74       |
|                | Sylvie Breuil          | PCF            | 496          | 7,73         |             |             |
|                | Gérard Balland         | DVD            | 420          | 6,55         |             |             |
|                | Frédérik Canoy         | DVD            | 397          | 6,19         |             |             |
|                | Michel Médina          | EXG            | 244          | 3,80         |             |             |
|                |                        |                |              |              |             |             |
| Inscrits       | Inscrits               | Inscrits       | 10 091       | 100,00       | 10 091      | 100,00      |
| Abstention     | Abstention             | Abstention     | 3 424        | 33,93        | 2 966       | 29,39       |
| Votants        | Votants                | Votants        | 6 667        | 66,07        | 7 125       | 70,61       |
| Blancs et nuls | Blancs et nuls         | Blancs et nuls | 251          | 3,76         | 192         | 2,69        |
| Exprimés       | Exprimés               | Exprimés       | 6 416        | 96,24        | 6 933       | 97,31       |

### Canton de Combs-la-Ville
| Candidats      | Candidats            | Étiquette      | Premier tour | Premier tour | Second tour | Second tour |
| Candidats      | Candidats            | Étiquette      | Voix         | %            | Voix        | %           |
| -------------- | -------------------- | -------------- | ------------ | ------------ | ----------- | ----------- |
|                | Didier Turba*        | PS             | 6 673        | 46,38        | 9 340       | 61,85       |
|                | Marie-Martine Salles | UMP            | 3 952        | 27,47        | 5 760       | 38,15       |
|                | Élisabeth Vasseur    | FN             | 2 208        | 15,35        |             |             |
|                | Patrick Gil          | EXG            | 789          | 5,48         |             |             |
|                | Emmanuel Hoffmann    | PCF            | 767          | 5,33         |             |             |
|                |                      |                |              |              |             |             |
| Inscrits       | Inscrits             | Inscrits       | 25 481       | 100,00       | 25 480      | 100,00      |
| Abstention     | Abstention           | Abstention     | 10 376       | 40,72        | 9 364       | 36,75       |
| Votants        | Votants              | Votants        | 15 105       | 59,28        | 16 116      | 63,25       |
| Blancs et nuls | Blancs et nuls       | Blancs et nuls | 716          | 4,74         | 1 016       | 6,30        |
| Exprimés       | Exprimés             | Exprimés       | 14 389       | 95,26        | 15 100      | 93,70       |

*sortant

### Canton de La Ferté-sous-Jouarre
| Candidats      | Candidats                           | Étiquette      | Premier tour | Premier tour | Second tour | Second tour |
| Candidats      | Candidats                           | Étiquette      | Voix         | %            | Voix        | %           |
| -------------- | ----------------------------------- | -------------- | ------------ | ------------ | ----------- | ----------- |
|                | Pierre Rigault*                     | UMP            | 2 784        | 29,95        | 4 336       | 43,56       |
|                | Pascal Aberlen                      | FN             | 1 753        | 18,86        | 2 019       | 20,29       |
|                | Daniel Célérier                     | PS             | 1 716        | 18,46        | 3 598       | 36,15       |
|                | Jeannine Beldent                    | DVD            | 1 239        | 13,33        |             |             |
|                | Joëlle Charlier                     | DVD            | 782          | 8,41         |             |             |
|                | Stéphane Cuttaïa                    | PCF            | 499          | 5,37         |             |             |
|                | Daniel Rocher                       | EXG            | 381          | 4,10         |             |             |
|                | Jean-Claude Guillermin des Sagettes | EXG            | 141          | 1,52         |             |             |
|                |                                     |                |              |              |             |             |
| Inscrits       | Inscrits                            | Inscrits       | 15 804       | 100,00       | 15 782      | 100,00      |
| Abstention     | Abstention                          | Abstention     | 6 125        | 38,76        | 5 446       | 34,51       |
| Votants        | Votants                             | Votants        | 9 679        | 61,24        | 10 336      | 65,49       |
| Blancs et nuls | Blancs et nuls                      | Blancs et nuls | 384          | 3,97         | 383         | 3,71        |
| Exprimés       | Exprimés                            | Exprimés       | 9 295        | 96,03        | 9 953       | 96,29       |

*sortant

### Canton de Lagny-sur-Marne
| Candidats      | Candidats         | Étiquette      | Premier tour | Premier tour | Second tour | Second tour |
| Candidats      | Candidats         | Étiquette      | Voix         | %            | Voix        | %           |
| -------------- | ----------------- | -------------- | ------------ | ------------ | ----------- | ----------- |
|                | Vincent Toni*     | UMP            | 4 846        | 49,78        | 5 552       | 51,49       |
|                | Michelle Welinski | PS             | 3 863        | 39,69        | 5 231       | 48,51       |
|                | Pascal Demangeot  | EXG            | 540          | 5,55         |             |             |
|                | Johann Lucas      | PCF            | 485          | 4,98         |             |             |
|                |                   |                |              |              |             |             |
| Inscrits       | Inscrits          | Inscrits       | 18 133       | 100,00       | 18 133      | 100,00      |
| Abstention     | Abstention        | Abstention     | 7 866        | 43,38        | 6 949       | 38,32       |
| Votants        | Votants           | Votants        | 10 267       | 56,62        | 11 184      | 61,68       |
| Blancs et nuls | Blancs et nuls    | Blancs et nuls | 533          | 5,19         | 401         | 3,59        |
| Exprimés       | Exprimés          | Exprimés       | 9 734        | 94,81        | 10 783      | 96,41       |

*sortant

### Canton de Lizy-sur-Ourcq
| Candidats      | Candidats          | Étiquette      | Premier tour | Premier tour | Second tour | Second tour |
| Candidats      | Candidats          | Étiquette      | Voix         | %            | Voix        | %           |
| -------------- | ------------------ | -------------- | ------------ | ------------ | ----------- | ----------- |
|                | Francis Elu        | PS             | 2 117        | 35,28        | 2 994       | 45,58       |
|                | Étienne Wehrel*    | UMP            | 2 088        | 34,80        | 2 472       | 37,63       |
|                | Christelle Le Guen | FN             | 1 264        | 21,07        | 1 103       | 16,79       |
|                | Rémi Zajac         | EXG            | 298          | 4,97         |             |             |
|                | Viviane Portais    | PCF            | 233          | 3,88         |             |             |
|                |                    |                |              |              |             |             |
| Inscrits       | Inscrits           | Inscrits       | 10 034       | 100,00       | 10 035      | 100,00      |
| Abstention     | Abstention         | Abstention     | 3 787        | 37,74        | 3 294       | 32,83       |
| Votants        | Votants            | Votants        | 6 247        | 62,26        | 6 741       | 67,17       |
| Blancs et nuls | Blancs et nuls     | Blancs et nuls | 247          | 3,95         | 172         | 2,55        |
| Exprimés       | Exprimés           | Exprimés       | 6 000        | 96,05        | 6 569       | 97,45       |

*sortant

### Canton de Meaux-Nord
| Candidats      | Candidats               | Étiquette      | Premier tour | Premier tour | Second tour | Second tour |
| Candidats      | Candidats               | Étiquette      | Voix         | %            | Voix        | %           |
| -------------- | ----------------------- | -------------- | ------------ | ------------ | ----------- | ----------- |
|                | Olivier Morin           | UMP            | 5 768        | 40,63        | 7 950       | 52,77       |
|                | Henri Gerphagnon        | PS             | 4 263        | 30,03        | 7 115       | 47,23       |
|                | Marie-Christine Arnautu | FN             | 2 280        | 16,06        |             |             |
|                | Léon Eloise             | PCF            | 626          | 4,41         |             |             |
|                | Roger Piron             | EXG            | 554          | 3,90         |             |             |
|                | Jacques Oudin           | EXD            | 301          | 2,12         |             |             |
|                | Jean-Claude Cheriki     | EXG            | 234          | 1,65         |             |             |
|                | Majid Aïd               | SE             | 171          | 1,20         |             |             |
|                |                         |                |              |              |             |             |
| Inscrits       | Inscrits                | Inscrits       | 23 582       | 100,00       | 23 589      | 100,00      |
| Abstention     | Abstention              | Abstention     | 8 719        | 36,97        | 7 614       | 32,28       |
| Votants        | Votants                 | Votants        | 14 863       | 63,03        | 15 975      | 67,72       |
| Blancs et nuls | Blancs et nuls          | Blancs et nuls | 666          | 4,48         | 910         | 5,70        |
| Exprimés       | Exprimés                | Exprimés       | 14 197       | 95,52        | 15 065      | 94,30       |

### Canton du Mée-sur-Seine
| Candidats      | Candidats           | Étiquette      | Premier tour | Premier tour | Second tour | Second tour |
| Candidats      | Candidats           | Étiquette      | Voix         | %            | Voix        | %           |
| -------------- | ------------------- | -------------- | ------------ | ------------ | ----------- | ----------- |
|                | Gérard Bernheim*    | PS             | 5 224        | 39,76        | 8 141       | 60,53       |
|                | Christian Didion    | UMP            | 2 888        | 21,98        | 5 309       | 39,47       |
|                | Didier Eude         | DVD            | 2 019        | 15,37        |             |             |
|                | Christian Galoy     | FN             | 1 749        | 13,31        |             |             |
|                | Jean-Pierre Poupard | PCF            | 597          | 4,54         |             |             |
|                | Jean-Louis Guerrier | EXG            | 446          | 3,39         |             |             |
|                | Rachid Larabi       | EXG            | 216          | 1,64         |             |             |
|                |                     |                |              |              |             |             |
| Inscrits       | Inscrits            | Inscrits       | 22 247       | 100,00       | 22 248      | 100,00      |
| Abstention     | Abstention          | Abstention     | 8 653        | 38,90        | 7 906       | 35,54       |
| Votants        | Votants             | Votants        | 13 594       | 61,10        | 14 342      | 64,46       |
| Blancs et nuls | Blancs et nuls      | Blancs et nuls | 455          | 3,35         | 892         | 6,22        |
| Exprimés       | Exprimés            | Exprimés       | 13 139       | 96,65        | 13 450      | 93,78       |

*sortant

### Canton de Melun-Sud
| Candidats      | Candidats            | Étiquette      | Premier tour | Premier tour | Second tour | Second tour |
| Candidats      | Candidats            | Étiquette      | Voix         | %            | Voix        | %           |
| -------------- | -------------------- | -------------- | ------------ | ------------ | ----------- | ----------- |
|                | Jean-Claude Agisson* | UMP            | 2 987        | 43,49        | 3 767       | 52,86       |
|                | Michel Marciset      | PS             | 2 309        | 33,62        | 3 360       | 47,14       |
|                | Pierrette Honnin     | FN             | 955          | 13,91        |             |             |
|                | Nicolas Pomies       | PCF            | 377          | 5,49         |             |             |
|                | Almash Patel         | EXG            | 240          | 3,49         |             |             |
|                |                      |                |              |              |             |             |
| Inscrits       | Inscrits             | Inscrits       | 11 490       | 100,00       | 11 492      | 100,00      |
| Abstention     | Abstention           | Abstention     | 4 327        | 37,66        | 3 973       | 34,57       |
| Votants        | Votants              | Votants        | 7 163        | 62,34        | 7 519       | 65,43       |
| Blancs et nuls | Blancs et nuls       | Blancs et nuls | 295          | 4,12         | 392         | 5,21        |
| Exprimés       | Exprimés             | Exprimés       | 6 868        | 95,88        | 7 127       | 94,79       |

*sortant

### Canton de Montereau-Fault-Yonne
| Candidats      | Candidats           | Étiquette      | Premier tour | Premier tour | Second tour | Second tour |
| Candidats      | Candidats           | Étiquette      | Voix         | %            | Voix        | %           |
| -------------- | ------------------- | -------------- | ------------ | ------------ | ----------- | ----------- |
|                | Jean Tychensky      | UMP            | 3 514        | 31,02        | 4 863       | 38,86       |
|                | Léonardo Aiello     | PS             | 3 092        | 27,30        | 5 438       | 43,45       |
|                | Jean-François Jalkh | FN             | 2 398        | 21,17        | 2 214       | 17,69       |
|                | Jean Mitot          | PCF            | 1 613        | 14,24        |             |             |
|                | Serge Franceschina  | EXG            | 447          | 3,95         |             |             |
|                | Benjamin Bitter     | EXG            | 264          | 2,33         |             |             |
|                |                     |                |              |              |             |             |
| Inscrits       | Inscrits            | Inscrits       | 18 849       | 100,00       | 18 850      | 100,00      |
| Abstention     | Abstention          | Abstention     | 7 014        | 37,21        | 5 939       | 31,51       |
| Votants        | Votants             | Votants        | 11 835       | 62,79        | 12 911      | 68,49       |
| Blancs et nuls | Blancs et nuls      | Blancs et nuls | 507          | 4,28         | 396         | 3,07        |
| Exprimés       | Exprimés            | Exprimés       | 11 328       | 95,72        | 12 515      | 96,93       |

### Canton de Moret-sur-Loing
| Candidats      | Candidats         | Étiquette      | Premier tour | Premier tour | Second tour | Second tour |
| Candidats      | Candidats         | Étiquette      | Voix         | %            | Voix        | %           |
| -------------- | ----------------- | -------------- | ------------ | ------------ | ----------- | ----------- |
|                | Patrick Septiers* | UDF            | 5 226        | 38,22        | 7 028       | 49,47       |
|                | Michel Benard     | PS             | 4 985        | 36,46        | 7 178       | 50,53       |
|                | Robert Caillaboux | FN             | 1 496        | 10,94        |             |             |
|                | Catherine Mieulle | DVD            | 777          | 5,68         |             |             |
|                | Michel Pruvost    | PCF            | 606          | 4,43         |             |             |
|                | Coralie Robinat   | EXG            | 584          | 4,27         |             |             |
|                |                   |                |              |              |             |             |
| Inscrits       | Inscrits          | Inscrits       | 22 478       | 100,00       | 22 477      | 100,00      |
| Abstention     | Abstention        | Abstention     | 8 305        | 36,95        | 7 536       | 33,53       |
| Votants        | Votants           | Votants        | 14 173       | 63,05        | 14 941      | 66,47       |
| Blancs et nuls | Blancs et nuls    | Blancs et nuls | 499          | 3,52         | 735         | 4,92        |
| Exprimés       | Exprimés          | Exprimés       | 13 674       | 96,48        | 14 206      | 95,08       |

*sortant

### Canton de Mormant
| Candidats      | Candidats          | Étiquette      | Premier tour | Premier tour | Second tour | Second tour |
| Candidats      | Candidats          | Étiquette      | Voix         | %            | Voix        | %           |
| -------------- | ------------------ | -------------- | ------------ | ------------ | ----------- | ----------- |
|                | Roland Jedrzejezyk | PS             | 2 696        | 32,30        | 3 969       | 43,90       |
|                | Anne-Marie Abiven  | DVD            | 2 669        | 31,97        | 3 535       | 39,10       |
|                | Hélène Jouan       | FN             | 1 709        | 20,47        | 1 538       | 17,01       |
|                | Jean-Claude Doyen  | DVG            | 448          | 5,37         |             |             |
|                | Liliane Pudlo      | DVG            | 421          | 5,04         |             |             |
|                | Françoise Callois  | EXG            | 405          | 4,85         |             |             |
|                |                    |                |              |              |             |             |
| Inscrits       | Inscrits           | Inscrits       | 13 818       | 100,00       | 13 816      | 100,00      |
| Abstention     | Abstention         | Abstention     | 5 115        | 37,02        | 4 480       | 3,43        |
| Votants        | Votants            | Votants        | 8 703        | 62,98        | 9 336       | 67,57       |
| Blancs et nuls | Blancs et nuls     | Blancs et nuls | 355          | 4,08         | 294         | 3,15        |
| Exprimés       | Exprimés           | Exprimés       | 8 348        | 95,92        | 9 042       | 96,85       |

### Canton de Nemours
| Candidats      | Candidats            | Étiquette      | Premier tour | Premier tour | Second tour | Second tour |
| Candidats      | Candidats            | Étiquette      | Voix         | %            | Voix        | %           |
| -------------- | -------------------- | -------------- | ------------ | ------------ | ----------- | ----------- |
|                | Charles Hochart*     | UMP            | 2 991        | 25,70        | 6 110       | 52,84       |
|                | Monique Pluquet      | PS             | 2 236        | 19,21        | 5 453       | 47,16       |
|                | Alain Marchenay      | DVD            | 1 802        | 15,48        |             |             |
|                | Jean-Marc Pannetier  | DVD            | 1 799        | 15,46        |             |             |
|                | Jean-Claude Berthier | FN             | 1 582        | 13,59        |             |             |
|                | Antoine Martin       | PCF            | 602          | 5,17         |             |             |
|                | Roland Huby          | EXG            | 288          | 2,47         |             |             |
|                | Gérard Trembleau     | EXG            | 186          | 1,60         |             |             |
|                | Thierry Pochon       | EXD            | 152          | 1,31         |             |             |
|                |                      |                |              |              |             |             |
| Inscrits       | Inscrits             | Inscrits       | 18 763       | 100,00       | 18 752      | 100,00      |
| Abstention     | Abstention           | Abstention     | 6 750        | 35,98        | 6 358       | 33,91       |
| Votants        | Votants              | Votants        | 12 013       | 64,02        | 12 394      | 66,09       |
| Blancs et nuls | Blancs et nuls       | Blancs et nuls | 375          | 3,12         | 831         | 6,70        |
| Exprimés       | Exprimés             | Exprimés       | 11 638       | 96,88        | 11 563      | 93,30       |

*sortant

### Canton de Pontault-Combault
| Candidats      | Candidats          | Étiquette      | Premier tour | Premier tour |
| Candidats      | Candidats          | Étiquette      | Voix         | %            |
| -------------- | ------------------ | -------------- | ------------ | ------------ |
|                | Monique Delessard* | PS             | 5 850        | 57,44        |
|                | Marceau Boyer      | UMP            | 2 131        | 20,92        |
|                | Jean Rey           | FN             | 1 326        | 13,02        |
|                | Danielle Gauthier  | PCF            | 473          | 4,64         |
|                | Florence Le Tiec   | EXG            | 268          | 2,63         |
|                | Lionel Pont        | PRG            | 136          | 1,34         |
|                |                    |                |              |              |
| Inscrits       | Inscrits           | Inscrits       | 17 259       | 100,00       |
| Abstention     | Abstention         | Abstention     | 6 766        | 39,20        |
| Votants        | Votants            | Votants        | 10 493       | 60,80        |
| Blancs et nuls | Blancs et nuls     | Blancs et nuls | 309          | 2,94         |
| Exprimés       | Exprimés           | Exprimés       | 10 184       | 97,06        |

*sortant

### Canton de Provins
| Candidats      | Candidats            | Étiquette      | Premier tour | Premier tour | Second tour | Second tour |
| Candidats      | Candidats            | Étiquette      | Voix         | %            | Voix        | %           |
| -------------- | -------------------- | -------------- | ------------ | ------------ | ----------- | ----------- |
|                | Bertrand Caparroy*   | PS             | 3 061        | 42,06        | 4 112       | 51,93       |
|                | Gisèle Gayraud       | UMP            | 2 194        | 30,15        | 2 543       | 32,11       |
|                | Jacques Lombard      | FN             | 1 424        | 19,57        | 1 264       | 15,96       |
|                | Rémy Papon           | EXG            | 344          | 4,73         |             |             |
|                | Jean-Jacques Pavelek | PCF            | 255          | 3,50         |             |             |
|                |                      |                |              |              |             |             |
| Inscrits       | Inscrits             | Inscrits       | 12 304       | 100,00       | 12 307      | 100,00      |
| Abstention     | Abstention           | Abstention     | 4 687        | 38,09        | 4 143       | 33,66       |
| Votants        | Votants              | Votants        | 7 617        | 61,91        | 8 164       | 66,34       |
| Blancs et nuls | Blancs et nuls       | Blancs et nuls | 339          | 4,45         | 245         | 3,00        |
| Exprimés       | Exprimés             | Exprimés       | 7 278        | 95,55        | 7 919       | 97,00       |

*sortant

### Canton de Rebais
| Candidats      | Candidats            | Étiquette      | Premier tour | Premier tour |
| Candidats      | Candidats            | Étiquette      | Voix         | %            |
| -------------- | -------------------- | -------------- | ------------ | ------------ |
|                | Anne Larche          | UMP            | 2 744        | 50,03        |
|                | Élisabeth Escuyer    | PS             | 1 202        | 21,91        |
|                | Alain Bruneau        | FN             | 884          | 16,12        |
|                | Jean-Pierre Lepetit  | PCF            | 489          | 8,92         |
|                | Jean-François Gloess | EXG            | 166          | 3,03         |
|                |                      |                |              |              |
| Inscrits       | Inscrits             | Inscrits       | 8 686        | 100,00       |
| Abstention     | Abstention           | Abstention     | 2 996        | 34,49        |
| Votants        | Votants              | Votants        | 5 690        | 65,51        |
| Blancs et nuls | Blancs et nuls       | Blancs et nuls | 205          | 3,60         |
| Exprimés       | Exprimés             | Exprimés       | 5 485        | 96,40        |

### Canton de Roissy-en-Brie
| Candidats      | Candidats           | Étiquette      | Premier tour | Premier tour | Second tour | Second tour |
| Candidats      | Candidats           | Étiquette      | Voix         | %            | Voix        | %           |
| -------------- | ------------------- | -------------- | ------------ | ------------ | ----------- | ----------- |
|                | Jean-François Oneto | UMP            | 5 241        | 37,81        | 7 161       | 48,58       |
|                | François Perrussot* | PS             | 4 839        | 34,91        | 7 579       | 51,42       |
|                | Jean-Luc Choquet    | FN             | 1 510        | 10,89        |             |             |
|                | Sylvie Fuchs        | PCF            | 1 086        | 7,83         |             |             |
|                | Floriane Vayssieres | EXG            | 441          | 3,18         |             |             |
|                | Cécile Evano        | EXG            | 292          | 2,11         |             |             |
|                | Hervé Boisard       | DVG            | 264          | 1,90         |             |             |
|                | Jean-Luc Chetif     | PRG            | 190          | 1,37         |             |             |
|                |                     |                |              |              |             |             |
| Inscrits       | Inscrits            | Inscrits       | 24 097       | 100,00       | 24 098      | 100,00      |
| Abstention     | Abstention          | Abstention     | 9 723        | 40,35        | 8 534       | 35,41       |
| Votants        | Votants             | Votants        | 14 374       | 59,65        | 15 564      | 64,59       |
| Blancs et nuls | Blancs et nuls      | Blancs et nuls | 511          | 3,56         | 824         | 5,29        |
| Exprimés       | Exprimés            | Exprimés       | 13 863       | 96,44        | 14 740      | 94,71       |

*sortant

### Canton de Rozay-en-Brie
| Candidats      | Candidats             | Étiquette      | Premier tour | Premier tour | Second tour | Second tour |
| Candidats      | Candidats             | Étiquette      | Voix         | %            | Voix        | %           |
| -------------- | --------------------- | -------------- | ------------ | ------------ | ----------- | ----------- |
|                | Jean-Jacques Barbaux* | UMP            | 3 946        | 42,97        | 4 702       | 47,60       |
|                | Véronique Billand     | Verts          | 2 446        | 26,63        | 3 639       | 36,84       |
|                | Dominique Launay      | FN             | 1 646        | 17,92        | 1 537       | 15,56       |
|                | Thierry Leleux        | PCF            | 520          | 5,66         |             |             |
|                | Françoise Cottin      | EXG            | 322          | 3,51         |             |             |
|                | Patrice Harivel       | EXG            | 304          | 3,31         |             |             |
|                |                       |                |              |              |             |             |
| Inscrits       | Inscrits              | Inscrits       | 15 140       | 100,00       | 15 141      | 100,00      |
| Abstention     | Abstention            | Abstention     | 5 609        | 37,05        | 4 973       | 32,84       |
| Votants        | Votants               | Votants        | 9 531        | 62,95        | 10 168      | 67,16       |
| Blancs et nuls | Blancs et nuls        | Blancs et nuls | 347          | 3,64         | 290         | 2,85        |
| Exprimés       | Exprimés              | Exprimés       | 9 184        | 96,36        | 9 878       | 97,15       |

*sortant

### Canton de Thorigny-sur-Marne
| Candidats      | Candidats            | Étiquette      | Premier tour | Premier tour | Second tour | Second tour |
| Candidats      | Candidats            | Étiquette      | Voix         | %            | Voix        | %           |
| -------------- | -------------------- | -------------- | ------------ | ------------ | ----------- | ----------- |
|                | Jean Calvet          | Verts          | 4 278        | 31,51        | 7 280       | 50,10       |
|                | Jean-Paul Balcou     | UMP            | 3 941        | 29,02        | 7 252       | 49,90       |
|                | Denis Gayaudon       | UDF            | 2 261        | 16,65        |             |             |
|                | Nadine Lecomte       | FN             | 1 798        | 13,24        |             |             |
|                | Michel Vankeirsbilck | PCF            | 567          | 4,18         |             |             |
|                | Jean-Marc Simonnet   | EXG            | 463          | 3,41         |             |             |
|                | David Charpentier    | PRG            | 270          | 1,99         |             |             |
|                |                      |                |              |              |             |             |
| Inscrits       | Inscrits             | Inscrits       | 23 499       | 100,00       | 23 501      | 100,00      |
| Abstention     | Abstention           | Abstention     | 9 413        | 40,06        | 8 031       | 34,17       |
| Votants        | Votants              | Votants        | 14 086       | 59,94        | 15 470      | 65,83       |
| Blancs et nuls | Blancs et nuls       | Blancs et nuls | 508          | 3,61         | 938         | 6,06        |
| Exprimés       | Exprimés             | Exprimés       | 13 578       | 96,39        | 14 532      | 93,94       |

### Canton de Torcy
| Candidats      | Candidats        | Étiquette      | Premier tour | Premier tour | Second tour | Second tour |
| Candidats      | Candidats        | Étiquette      | Voix         | %            | Voix        | %           |
| -------------- | ---------------- | -------------- | ------------ | ------------ | ----------- | ----------- |
|                | Gérard Eude*     | PS             | 5 622        | 41,66        | 8 140       | 57,58       |
|                | Mireille Munch   | UMP            | 3 156        | 23,38        | 5 996       | 42,42       |
|                | Gérard Jeffray   | UDF            | 1 930        | 14,30        |             |             |
|                | Joëlle Desbiens  | FN             | 1 544        | 11,44        |             |             |
|                | Estelle Bourette | PCF            | 718          | 5,32         |             |             |
|                | Jean Tortrat     | EXG            | 526          | 3,90         |             |             |
|                |                  |                |              |              |             |             |
| Inscrits       | Inscrits         | Inscrits       | 22 776       | 100,00       | 22 776      | 100,00      |
| Abstention     | Abstention       | Abstention     | 8 823        | 38,74        | 7 978       | 35,03       |
| Votants        | Votants          | Votants        | 13 953       | 61,26        | 14 798      | 64,97       |
| Blancs et nuls | Blancs et nuls   | Blancs et nuls | 457          | 3,28         | 662         | 4,47        |
| Exprimés       | Exprimés         | Exprimés       | 13 496       | 96,72        | 14 136      | 95,53       |

*sortant

### Canton de Tournan-en-Brie
| Candidats      | Candidats           | Étiquette      | Premier tour | Premier tour | Second tour | Second tour |
| Candidats      | Candidats           | Étiquette      | Voix         | %            | Voix        | %           |
| -------------- | ------------------- | -------------- | ------------ | ------------ | ----------- | ----------- |
|                | Jean-Paul Garcia    | DVD            | 2 454        | 27,37        | 5 257       | 57,36       |
|                | Laurent Gautier     | PS             | 2 412        | 26,90        | 3 908       | 42,64       |
|                | Dominique Rodriguez | UDF            | 1 802        | 20,10        | Retrait     | Retrait     |
|                | Martine Clément     | FN             | 1 296        | 14,45        |             |             |
|                | Jacques Heller      | PCF            | 365          | 4,07         |             |             |
|                | Éric Zurcher        | EXG            | 263          | 2,93         |             |             |
|                | Jacques Gérard      | DVD            | 201          | 2,24         |             |             |
|                | Alex Moutoussamy    | PRG            | 174          | 1,94         |             |             |
|                |                     |                |              |              |             |             |
| Inscrits       | Inscrits            | Inscrits       | 14 867       | 100,00       | 14 866      | 100,00      |
| Abstention     | Abstention          | Abstention     | 5 648        | 37,99        | 5 184       | 34,87       |
| Votants        | Votants             | Votants        | 9 219        | 62,01        | 9 682       | 65,13       |
| Blancs et nuls | Blancs et nuls      | Blancs et nuls | 252          | 2,73         | 517         | 5,34        |
| Exprimés       | Exprimés            | Exprimés       | 8 967        | 97,27        | 9 165       | 94,66       |

### Canton de Vaires-sur-Marne
| Candidats      | Candidats           | Étiquette      | Premier tour | Premier tour | Second tour | Second tour |
| Candidats      | Candidats           | Étiquette      | Voix         | %            | Voix        | %           |
| -------------- | ------------------- | -------------- | ------------ | ------------ | ----------- | ----------- |
|                | Daniele Querci*     | PS             | 3 695        | 35,19        | 6 162       | 56,49       |
|                | Monique Coulais     | UMP            | 2 137        | 20,35        | 4 747       | 43,51       |
|                | Jean-François Touze | FN             | 1 342        | 12,78        |             |             |
|                | Jean-Marc Deschamps | PCF            | 975          | 9,28         |             |             |
|                | Romain Chetaille    | DVD            | 923          | 8,79         |             |             |
|                | José Toffolon       | SE             | 710          | 6,76         |             |             |
|                | Jacques Beuneche    | EXG            | 418          | 3,98         |             |             |
|                | Laurence Carrier    | EXD            | 258          | 2,46         |             |             |
|                | Marcel Imbembo      | SE             | 43           | 0,41         |             |             |
|                |                     |                |              |              |             |             |
| Inscrits       | Inscrits            | Inscrits       | 18 751       | 100,00       | 18 751      | 100,00      |
| Abstention     | Abstention          | Abstention     | 7 782        | 41,50        | 7 017       | 37,42       |
| Votants        | Votants             | Votants        | 10 969       | 58,50        | 11 734      | 62,58       |
| Blancs et nuls | Blancs et nuls      | Blancs et nuls | 468          | 4,27         | 825         | 7,03        |
| Exprimés       | Exprimés            | Exprimés       | 10 501       | 95,73        | 10 909      | 92,97       |

*sortant

### Canton de Villiers-Saint-Georges
| Candidats      | Candidats          | Étiquette      | Premier tour | Premier tour | Second tour | Second tour |
| Candidats      | Candidats          | Étiquette      | Voix         | %            | Voix        | %           |
| -------------- | ------------------ | -------------- | ------------ | ------------ | ----------- | ----------- |
|                | Nicolas Fénart*    | UMP            | 1 602        | 46,49        | 1 770       | 48,07       |
|                | Gwenaël Richerolle | Verts          | 1 031        | 29,92        | 1 161       | 31,53       |
|                | Frédéric Laurent   | FN             | 813          | 23,59        | 751         | 20,40       |
|                |                    |                |              |              |             |             |
| Inscrits       | Inscrits           | Inscrits       | 5 318        | 100,00       | 5 318       | 100,00      |
| Abstention     | Abstention         | Abstention     | 1 679        | 31,57        | 1 512       | 28,43       |
| Votants        | Votants            | Votants        | 3 639        | 68,43        | 3 806       | 71,57       |
| Blancs et nuls | Blancs et nuls     | Blancs et nuls | 193          | 5,30         | 124         | 3,26        |
| Exprimés       | Exprimés           | Exprimés       | 3 446        | 94,70        | 3 682       | 96,74       |

*sortant